# قرمز شدن
قرمز شدن (به انگلیسی: Turning Red) یک فیلم کمدی فانتزی پویانمایی رایانه‌ای آمریکایی محصول سال ۲۰۲۲ است که توسط استودیوی انیمیشن پیکسار تولید و توسط استودیو سینمایی والت دیزنی توزیع شده‌است. کارگردانی آن را دومی شی در اولین کارگردانی فیلم بلند خود به نویسندگی شی و جولیا چو و تهیه‌کنندگی لیندزی کالینز انجام داده‌اند. صداپیشگان آن روزالی چیانگ، ساندرا اوه، آوا مورس، هایین پارک، مایتری راماکریشنان، اوریون لی، وای چینگ هو، تریستان آلریک چن و جیمز هنگ هستند.
داستان این فیلم در سال ۲۰۰۲ در تورنتو، انتاریو اتفاق می‌افتد و میلین «می» لی، یک دانش‌آموز ۱۳ ساله چینی-کانادایی را دنبال می‌کند که به دلیل یک نفرین ارثی، وقتی هر احساس شدیدی را تجربه می‌کند، به یک پاندای سرخ غول پیکر تبدیل می‌شود. این فیلم با الهام از تجربیات شی در دوران رشد در تورنتو، در سال ۲۰۱۷ پس از ارائه آن به پیکسار در اکتبر ۲۰۱۸، شروع به ساخت کرد. این اولین فیلم پیکسار است که تنها توسط یک زن کارگردانی شده‌است.
نمایش‌های ویژه فیلم سرخ شدن در لندن در سینماهای اوریمن در ۲۱ فوریه ۲۰۲۲ و در تورنتو در ۸ مارس برگزار شد. اولین نمایش آن در تئاتر ال کاپیتان در لس آنجلس در تاریخ ۱ مارس انجام شد و در ۱۱ مارس در سرویس استریم دیزنی پلاس و در سینماهای محدود منتشر شد. این فیلم در اکثر کشورهای بدون دیزنی پلاس به صورت تئاتری نمایش درآمد. این فیلم ۱۹٫۲ میلیون دلار در خارج از ایالات متحده و کانادا به دست آورد و مورد تحسین منتقدان قرار گرفت.

## صداپیشگان
- روزالی چیانگ در نقش میلین «می» لی، یک دختر ۱۳ ساله چینی-کانادایی که به دلیل ارتباط عرفانی اجدادش با پانداهای سرخ، هر زمان که احساسات شدیدی را تجربه می‌کند، ناگهان به یک پاندای سرخ بزرگ تبدیل می‌شود.
- ساندرا اوه در نقش مینگ لی، مادر سخت‌گیر و محافظ بیش از حد می.
- آوا مورس در نقش میریام مندلسون،[۴] یک تام‌بوی آوازخوان با براکت ارتودنسی که یکی از بهترین دوستان می است.
- مایتری راماکریشنان در نقش پریا منگل،[۴] یک دختر درس‌خوان که یکی از بهترین دوستان می است.[۵]
- هایین پارک در نقش ابی پارک،[۴] دختری پرانرژی و تهاجمی و کوتاه‌قدترین دوست صمیمی می.
- اوریون لی در نقش جین لی، پدر ساکت و در عین حال حامی می.
- وای چینگ هو در نقش وو، مادربزرگ می و مادر مینگ.
- تریستان آلریک چن در نقش تایلر نگوین-بیکر،[۴] همکلاسی و قلدر سابق می که در ابتدا او را انتخاب می‌کند.
- جیمز هنگ در نقش آقای گائو، یک بزرگ محلی و یکی از دوستان خانواده لی که یک شمن آموزش دیده‌است و در مراسم مهر و موم کردن پانداهای قرمز کمک می‌کند.
- آدی چندلر در نقش دوون، عاشق مخفی می و کارمند فروشگاه محلی.
- ساشا رویز در نقش آقای کیشلوفسکی، معلم می در مدرسه راهنمایی.
- لیلی سانفلیپو در نقش استیسی فریک، یکی از همکلاسی‌های می که پاندای قرمز او را در دستشویی دختر می‌بیند.

علاوه بر این، خاله‌های می – چن، پینگ، هلن و لیلی – به ترتیب توسط لری تان چین، لیلیان لیم، شری کولا و میا تاگانو صداپیشگی می‌کنند. صداپیشگی اعضای گروه پسران توسط جردن فیشر، فینیس اوکانل، جاش لیوای، تافر انگو و گریسون ویلانوئوا انجام می‌شود. در نسخه بریتانیایی، آن-ماری صداپیشگی لورن، یکی از همکلاسی‌های می را بر عهده دارد.

## بازخورد
در وبگاه جمع‌آوری نقد راتن تومیتوز، ٪۹۴ از ۲۶۶ بررسی منتقدان مثبت است و میانگینِ امتیاز آن ۸/۱۰ است. اجماع این وبگاه چنین می‌نویسد: «سرخ شدن یک پویانمایی لطیف، دلگرم‌کننده و طنزآمیز با یک طیفِ گستردهٔ فرهنگی است که فهرست طولانی و پیروزمند فیلم‌های خانواده‌پسند پیکسار را گسترش می‌دهد.» این فیلم در متاکریتیک که از میانگین وزنی استفاده می‌کند، بر اساس نظر ۵۲ منتقدین امتیاز ۸۳ از ۱۰۰ را کسب کرده که نشان‌گر «تحسین همگانی» است.